# Вексфорд (округ)
Шаблон:StateAbbr_ 44°20′ пн. ш. 85°35′ зх. д. / 44.34° пн. ш. 85.58° зх. д.
Округ  Вексфорд (англ. Wexford County) — округ (графство) у штаті Мічиган, США. Ідентифікатор округу 26165.

## Історія
Округ утворений 1840 року.

## Демографія
За даними перепису 
2000 року 
загальне населення округу становило 30484 осіб, зокрема міського населення було 11110, а сільського — 19374.
Серед мешканців округу чоловіків було 15094, а жінок — 15390. В окрузі було 11824 домогосподарства, 8386 родин, які мешкали в 14872 будинках.
Середній розмір родини становив 3.
Віковий розподіл населення поданий у таблиці:
| Стать    | До 15 років | 15-21 | 22-29 | 30-39 | 40-49 | 50-65 | 65-85 | Понад 85 |
| -------- | ----------- | ----- | ----- | ----- | ----- | ----- | ----- | -------- |
| Чоловіки | 3464        | 1605  | 1260  | 2196  | 2335  | 2405  | 1691  | 138      |
| Жінки    | 3149        | 1424  | 1259  | 2224  | 2375  | 2510  | 2084  | 365      |

## Суміжні округи
- Гранд-Траверс — північ
- Калкаска — північний схід
- Міссокі — схід
- Осеола — південний схід
- Лейк — південний захід
- Меністі — захід
- Бензі — північний захід

## Виноски
1. ↑  US Decennial Census. US Census Bureau. Архів оригіналу за 19 липня 2018. Процитовано 28 вересня 2014.
2. ↑  Historical Census Browser. University of Virginia Library. Архів оригіналу за 16 серпня 2012. Процитовано 28 вересня 2014.
3. ↑  Population of Counties by Decennial Census: 1900 to 1990. United States Census Bureau. Архів оригіналу за 15 лютого 2015. Процитовано 28 вересня 2014.
4. ↑  Census 2000 PHC-T-4. Ranking Tables for Counties: 1990 and 2000 (PDF). US Census Bureau. Архів оригіналу (PDF) за 18 грудня 2014. Процитовано 28 вересня 2014.
5. ↑  State & County QuickFacts. Бюро перепису населення США. Архів оригіналу за 5 вересня 2015. Процитовано 29 серпня 2013.(англ.) Наведено за англійською вікіпедією.
6. ↑  American FactFinder. Бюро перепису населення США. Архів оригіналу за 26 лютого 2012. Процитовано 31 січня 2008.

| США | Це незавершена стаття з географії США. Ви можете допомогти проєкту, виправивши або дописавши її. |